# Ananteris otavianoi
Espèce
Ananteris otavianoi est une espèce de scorpions de la famille des Ananteridae.

## Distribution
Cette espèce est endémique du Pernambouc au Brésil. Elle se rencontre vers Buíque.

## Description
Le mâle holotype mesure 21,9 mm et la femelle paratype 25,6 mm.

## Systématique et taxinomie
Cette espèce a été décrite par Lira, Pordeus et Ribeiro de Albuquerque en 2017.

## Étymologie
Cette espèce est nommée en l'honneur d'Octaviano Pereira de Araújo.

## Publication originale
- Lira, Pordeus & Ribeiro de Albuquerque, 2017 : « A new species of Ananteris (Scorpiones: Buthidae) from Caatinga biome, Brazil. » Acta Arachnologica, vol. 66, no 1, p. 9-15 (texte intégral).